# 衞藤一六
衞藤 一六（えとう いちろく、1870年5月9日（明治3年4月9日） - 1928年（昭和3年）8月2日）は、大分県出身の実業家。大分県農工銀行頭取等を歴任した。

## 略歴
1870年（明治3年）、大分県速見郡北由布村（現・由布市）に溝口家の四男として誕生。1891年（明治24年）に衞藤家に養子に入る。1913年（大正2年）、大分県農工銀行に入り、1922年（大正11年）に常務取締役、1926年（大正15年）には頭取を歴任した。また、佐伯土地、大分証券、豊後土地、大分電気工業の取締役も兼任している。さらに、公職としては、大分県農事講習所長、大分市会議員、大分県会議員を務めた。
この間、1925年（大正14年）に大湯線（現在の久大本線）の湯平駅 - 北由布駅（現在の由布院駅）間が開通したが、その際に由布院盆地内を大きくカーブして北由布駅を通る現ルートの実現に力を尽くし、後の由布院発展の礎となった。このルートは、現在も衞藤一六に因んで「一六曲がり」と呼ばれている。また、2024年（令和6年）に運行を開始したJR九州の観光列車は、衞藤と麻生観八にちなんで「かんぱち・いちろく」と名付けられている。